# Невен Спахија
Невен Спахија (Шибеник, 6. новембар 1962), бивши је хрватски кошаркаш, а садашњи кошаркашки тренер. Тренутно је тренер Басконије.

## Тренерски успеси

### Клупски
- Цибона:
  - Првенство Хрватске (2): 1999/00, 2000/01.
  - Куп Хрватске (2): 2000, 2001.

- Крка:
  - Првенство Словеније (1): 2002/03.

- Лијетувос ритас:
  - Првенство Литваније (1): 2005/06.
  - Балканска лига (1): 2005/06.

- Макаби Тел Авив:
  - Првенство Израела (1): 2006/07.

- Саски Басконија:
  - Првенство Шпаније (1): 2007/08.
  - Суперкуп Шпаније (1): 2007.

- Валенсија:
  - УЛЕБ Еврокуп (1): 2009/10.

- Фенербахче:
  - Првенство Турске (1): 2010/11.
  - Куп Турске (1): 2011.